# Prêmio Multishow de Música Brasileira 2003
O Prêmio Multishow de Música Brasileira 2003 foi a décima edição da premiação realizada pelo canal de televisão Multishow. Ocorreu em 3 de junho de 2003 e foi transmitido ao vivo do Theatro Municipal do Rio de Janeiro.

## Categorias
| Categoria             | Vencedor                              | Indicados |
| --------------------- | ------------------------------------- | --- |
| Melhor Cantor         | Gilberto Gil                          | - Jorge Vercillo - Lenine - Leonardo - Milton Nascimento                                                                                             |
| Melhor Cantora        | Ivete Sangalo                         | - Adriana Calcanhotto - Marisa Monte - Rita Lee - Sandy                                                                                              |
| Melhor Música         | Tribalistas — Já Sei Namorar          | - Jorge Vercillo — Que Nem Maré - Jota Quest — Na Moral - Leonardo — Te Amo Demais - LS Jack — Carla                                                 |
| Melhor Clipe          | Frejat — Segredos                     | - Gilberto Gil — Kaya N'Gan Daya - Jorge Vercillo — Que Nem Maré - Sandy & Junior — Love Never Fails - Tribalistas — Já Sei Namorar                  |
| Melhor Show           | Sandy & Junior                        | - Capital Inicial - KLB - Maria Bethânia - Os Paralamas do Sucesso                                                                                   |
| Melhor CD             | Tribalistas — Tribalistas             | - Kid Abelha — Acústico MTV - Maria Bethânia — Maricotinha - Ao Vivo - Sandy & Junior — Ao Vivo no Maracanã - Zeca Pagodinho — Deixa a Vida Me Levar |
| Melhor DVD            | Tribalistas — Tribalistas             | - Erasmo Carlos - Jorge Ben Jor - Os Paralamas do Sucesso - Rouge                                                                                    |
| Revelação Solo        | Luiza Possi                           | - Beto Lee - Davi Moraes - Fernanda Porto - Maria Rita                                                                                               |
| Revelação Grupo       | Rouge                                 | - Berimbrown - Detonautas - Rodox - Seu Cuca |
| Melhor Grupo          | Os Paralamas do Sucesso               | - Capital Inicial - Kid Abelha - Skank - Titãs |
| Melhor Instrumentista | João Barone (Os Paralamas do Sucesso) | - Carlinhos Brown - Edgar Scandurra (Ira!) - Junior Lima (Sandy & Junior) - Milton Guedes                                                            |